# Bertuğ Yıldırım
Bertuğ Özgür Yıldırım (ur. 12 lipca 2002 w Kağıthane) – turecki piłkarz występujący na pozycji napastnika w hiszpańskim klubie Getafe CF, do którego jest wypożyczony z klubu Stade Rennais, oraz w reprezentacji Turcji. Uczestnik Mistrzostw Europy 2024.

## Sukcesy

### Reprezentacja
- Igrzyska solidarności islamskiej: 2021[2]